# Aline Peyrat
Aline Peyrat es una deportista francesa que compitió en remo. Ganó una medalla de plata en el Campeonato Mundial de Remo de 1988, en la prueba de doble scull ligero.

## Palmarés internacional
| Campeonato Mundial | Campeonato Mundial | Campeonato Mundial | Campeonato Mundial |
| Año                | Lugar              | Medalla            | Prueba             |
| ------------------ | ------------------ | ------------------ | ------------------ |
| 1988               | Milán (Italia)     | Medalla de plata   | Doble scull ligero |